# 黃徐毓芳
黃徐毓芳（1955年—），紐西蘭政治人物，紐西蘭國家黨黨員。

## 生平
1955年出生于中國上海，並於香港長大，曾在伊利沙伯中學就讀。因此，她會說流利的英語、粵語、普通話及上海話。黃徐毓芳於1974年隨同家人移民紐西蘭，並於基督城修讀學科。之後，她成為了註冊會計師，並在紐西蘭大展拳腳。
黃徐毓芳於1996年首度參政，並成為紐西蘭首位亞裔國會議員。在此之前，她曾為坎特伯雷地區議會服務。2008年大選，黃徐毓芳出戰新成立的植物灣選區並當選。之後國家黨大獲全勝，獲得基伊總理選為民族事務部、婦女事務部部長，ACC、能源資源部副部長，進而成爲紐西蘭首位亞裔部長。
2010年11月，黃徐毓芳因涉嫌濫用公帑以權謀私，在面對各方輿論壓力及失去自己所屬政黨黨魁信任等情況下，辭去所有內閣職務，回復後座議員身份。
2010年12月14日，黃徐毓芳於2011年1月17日宣布正式辭去所在選區國會議員一職，並於次年1月17日生效。

## 外部連結
- 中文版個人網頁
- 紐西蘭國會官方網頁
- 紐西蘭內閣網頁